# Omar Rodriguez Lopez

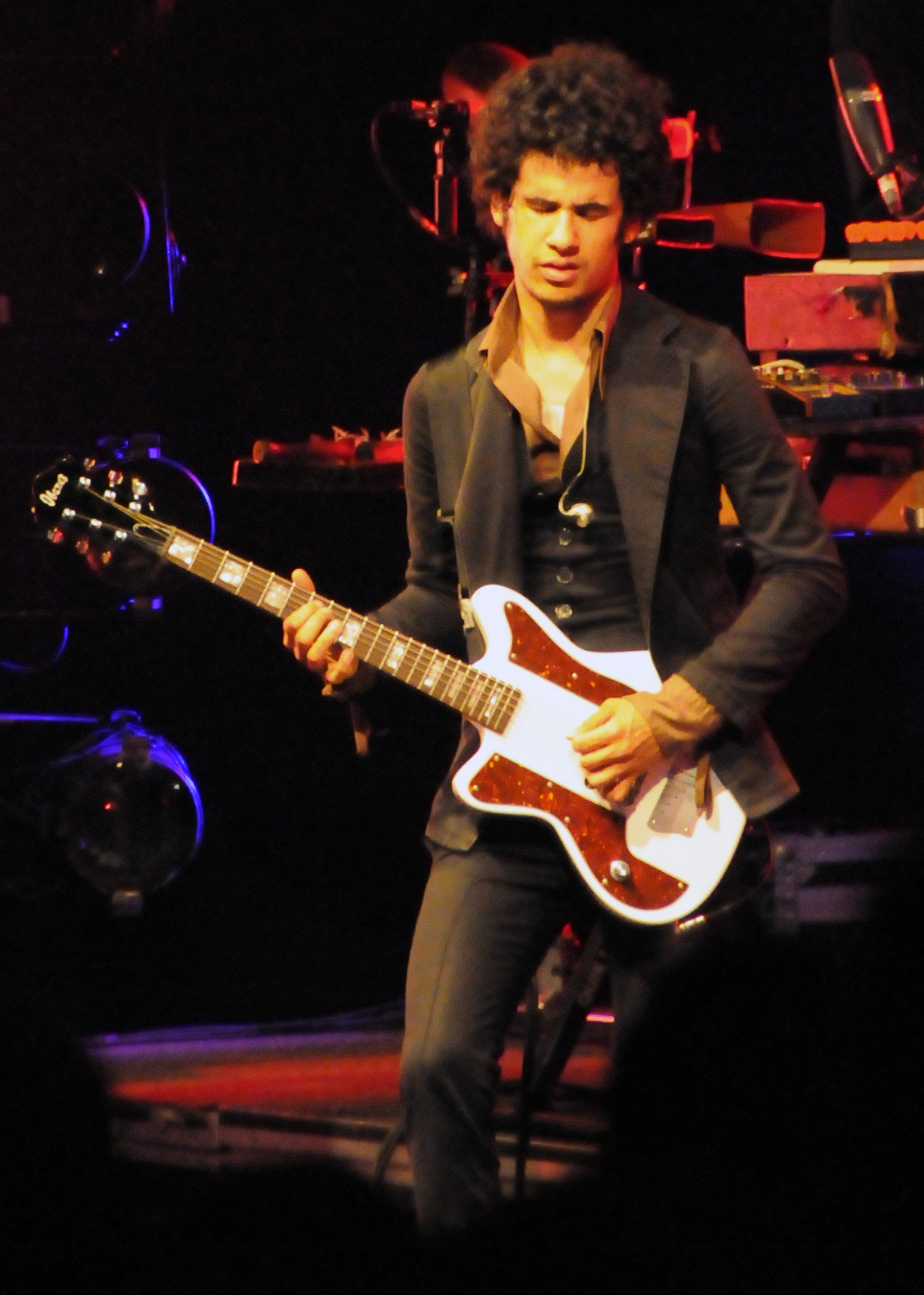
Omar Rodríguez López 2008 auf dem Latitude Festival

Omar Alfredo Rodríguez López (im englischen Sprachraum oft Omar Rodriguez Lopez ohne Akzente; * 1. September 1975 in Bayamón, Puerto Rico) ist ein US-amerikanischer Gitarrist, Komponist, Musikproduzent und Filmregisseur.

## Leben

### Musikkarriere
Seine musikalische Karriere begann er als Bassist und später Gitarrist bei der Post-Hardcore-Band At the Drive-In. Nach deren Auflösung im Jahr 2001 gründete er mit seinem langjährigen Freund und Bandkollegen Cedric Bixler-Zavala die Prog-Rock-Band The Mars Volta, deren erstes Album De-Loused in the Comatorium (2003) aufgrund der vielseitigen Verschmelzung verschiedenster Musikrichtungen seitens der Presse und der Hörer begeisterte Reaktionen hervorrief. The Mars Volta löste sich 2013 auf.
Rodríguez López ist jedoch auch solistisch äußerst aktiv. Bisher sind über 20 Soloalben erschienen, bei denen auch verschiedene Gäste, wie John Frusciante, Damo Suzuki oder Jeremy Ward mitwirken. Seit 2012 arbeitet er zudem an einem neuen Projekt namens Bosnian Rainbows, dessen erstes Album am 28. Juni 2013 veröffentlicht wurde.
2014 gründete sich erneut mit Bixler-Zavala eine Band, Antemasque und veröffentlichte am 1. Juli 2014 ihr gleichnamiges Debütalbum.
Als Eckpfeiler seines musikalischen Schaffens kann man Progressive Rock, Jazz und auch Salsa bezeichnen. Seine bevorzugte Gitarre ist seine Signature-Gitarre, eine Ibanez ORM1 (Linkshänder-Version).

### Regiekarriere
2011 drehte er als Komponist, Regisseur, Filmproduzent und Schauspieler das Filmdrama The Sentimental Engine Slayer, welches auf dem Tribeca Film Festival Premiere feierte. 2012 folgte die Romantik-Komödie Los Chidos, welcher er auf dem Filmfestival South by Southwest präsentierte. Im Spätherbst 2012 folgt sein drittes Drama El Divino Influjo de los Secretos.

## Diskografie

### Solo
- A Manual Dexterity: Soundtrack Volume 1 (2004)
- Omar Rodriguez (2005) als “Omar Rodriguez Lopez Quintet”
- Se Dice Bisonte, No Bùfalo (2007)
- The Apocalypse Inside of an Orange (2007) als “Omar Rodriguez Lopez Quintet”
- Calibration (Is Pushing Luck And Key Too Far) (2007)
- Absence Makes the Heart Grow Fungus (2008)
- Minor Cuts and Scrapes in the Bushes Ahead (2008)
- Old Money (2008)
- Megaritual (2009)
- Despair (2009)
- Cryptomnesia (2009) als “El Grupo Nuevo De Omar Rodriguez Lopez”
- Los Sueños De Un Higado (2009) als “Omar Rodriguez Lopez Group”
- Xenophanes (2009)
- Solar Gambling (2009)
- Ciencia de los Inutiles (2010) als “El Trio De Omar Rodriguez Lopez”
- Sepulcros De Miel (2010) als “Omar Rodriguez Lopez Quartet”
- Tychozorente (2010) als “Omar Rodriguez Lopez”
- Cizaña De Los Amores (2010) als “Omar Rodriguez Lopez”
- Mantra Hiroshima (2010) als “Omar Rodriguez Lopez”
- Dōitashimashite (2010) Live als “Omar Rodriguez Lopez Group”
- Un Escorpión Perfumado (2010)
- Telesterion (2011) 2CD bzw. 4LP-Zusammenstellung aus verschiedenen Soloalben
- Un Corazón De Nadie (2012)
- Saber, Querer, Osar y Callar (2012)
- Octopus Kool Aid (2012)
- Equinox  (2013)
- Woman Gives Birth To Tomato! (2013)
- Unicorn Skeleton Mask (2013)
- Azul, Mi Dientes (2013)
- Sworn Virgins (2016)
- Corazones (2016)
- Blind Worms Pious Swine (2016)
- Arañas en La Sombra (2016)
- Umbrella Mistress (2016)
- El Bien Y Mal Nos Une (2016)
- Cell Phone Bikini (2016)
- Infinity Drips (2016)
- Weekly Mansions (2016)
- Zapopan (2016)
- Nom De Guerre Cabal (2016)
- Some Need It Lonely (2016)
- A Lovejoy (2016)
- Roman Lips (2017)
- Zen Thrills (2017)
- Chocolate Tumor Hormone Parade (2017)
- Ensayo de un Desaparecido (2017)
- Azul, Mis Dientes (2017)
- Gorilla Preacher Cartel (2017)
- Killing Tingled Lifting Retreats (2017)
- Solid State Mercenaries (2017)
- Birth of a Ghost (2017)
- Doom Patrol (2017)
- The Clouds Hill Tapes Parts I, II & III (2020)
- Is It The Clouds? (2024)

### Mit De Facto
- 456132015 (2001)
- How Do You Dub? You Fight For Dub. You Plug Dub In. (2001)
- ¡Megaton Shotblast! (2001)
- Légende du Scorpion à Quatre Queues (2001)

### Mit Bosnian Rainbows
- Bosnian Rainbows (2013)

### Mit Antemasque
- Antemasque (2014)

### Kollaborationen
- The Special 12 Singles Series (2005) mit John Frusciante
- Please Heat This Eventually (2007) mit Damo Suzuki
- Omar Rodriguez Lopez & Lydia Lunch (2007) mit Lydia Lunch
- Omar Rodriguez Lopez & Jeremy Michael Ward (2008) mit Jeremy Ward
- The Burning Plain (2008) soundtrack mit Hans Zimmer
- Omar Rodriguez Lopez & John Frusciante  (2010) mit John Frusciante
- Fight For Love (2015) mit John Frusciante